# Каталано, Пьеранджело
Пьеранджело Каталано (итал. Pierangelo Catalano; род. 12 ноября 1936 года, Турин) — итальянский правовед и адвокат, специалист в области римского права и истории права. Профессор юридического факультета Римского университета Ла Сапиенца.

## Биография
В 1958 году окончил юридический факультет Туринского университета.
В 1998—2002 годах руководил Центром изучения римского права и правовых систем Национального совета исследований.
С 1971 года является членом коллегий адвокатов в Турине и Сассари.

## Научная и преподавательская деятельность
Профессор юридического факультета Римского университета Ла Сапиенца, директор Института по изучению и программам по Средиземноморью Университета Сассари. Один из учредителей российского Центра изучения римского права.
Постановлением Общего собрания Отделения истории РАН от 23 мая 2000 года профессору Каталано была присуждена ученая степень доктора наук honoris causa «за крупный вклад в изучение истории римского права».

## Награды
Кавалер ордена «За заслуги» Бразилии (1985), ордена Франсиско Фахардо Венесуэлы (1995).

## Основные труды
на русском языке
- Идея Рима в Москве XV—XVI вв.: Источники по истории русской общественной мысли / Отв. ред. П. Каталано, В. Т. Пашуто. — Рим, 1989.
- Правовые аспекты БРИКС / Отв. ред. Т. А. Алексеева, П. Каталано. — СПб., 2011.

на итальянском языке
- Catalano, Pierangelo. Contributi allo studio del diritto augurale. — Torino, 1960.
- Catalano, Pierangelo. Diritto e persone. — Torino, 1990.
- Catalano, Pierangelo. Linee del sistema sovrannazionale romano. — Torino, 1965.
- Catalano, Pierangelo. Populus romanus Quirites. — Torino, 1974.
- Catalano, Pierangelo. Tribunato e Resistenza. — Torino, 1971.